# Kericho (stad)
Kericho is een stad in de Keniaanse provincie Bonde la Ufa, in het zuidwesten van het land, en de hoofdstad van het gelijknamige district Kericho. De stad heeft een inwoneraantal van 30.000 en in de gemeente wonen 85.000 mensen (1999).
De stad is bekend door de productie van Ketapa-thee. Ook is er een plantage van waaruit Unilever thee exporteert. In 1906 is men er met theeplantjes begonnen. Aangezien thee weinig water nodig heeft en er in Kericho weinig regen valt gedijt deze plant er erg goed. De theeplantages liggen tussen de 1500 en de 2400 meter hoog.

## Geschiedenis en cultuur
De stad is genoemd naar Masai-leider Ole Kericho, die in de achttiende eeuw om het leven kwam tijdens een stammenoorlog. Kericho vormt het kerngebied van de Kipsigis-stam.

## Vervoer
Er zijn drie snelwegen naar de stad en in de stad bevindt zich een luchthaven.

## Bekende personen uit Kericho
- Joginder Singh (1932-2013), rallyrijder
- David Kimutai Rotich (1969), snelwandelaar
- Joyce Chepchumba (1970), marathonloopster en olympisch medaillewinnares
- Nicholas Kemboi  (1983), langeafstandsloper
- Edwin Cheruiyot Soi (1986), langeafstandsloper
- Beatrice Chepkoech (1991), steepleloper

## Dochterstad
Kericho is de dochterstad van Portsmouth. 

## Onderwijs
In de stad bevinden zich vele colleges, zoals:
- Kenya Highlands Bible College die geleid wordt door de Africa Gospel Church. Er wordt lesgegeven in theologie, informatica en pedagogie.
- Kericho Teachers Training College begon onlangs met het geven van masterstudies onder aansturing van de Moi University.
- Kenya Forestry College - Londiani

Verder zijn er de volgende scholen: 
- Kericho High School
- Kipsigis Girls High School
- Kabianga High School
- Sosiot Girls Secondary School
- Kericho Day Secondary School
- Kericho Tea Secondary School
- Moi Tea Girls High School
- Cheptenye High School
- Moi Sitotwet High School
- Londiani High School
- Londiani Girls High School
- Kipchimchim Secondary School
- Kericho Primary School
- Eland Academy
- Kapmaso Day Secondary School
- Kabokiek Adventist Secondary School
- Soliat Boys Secondary School
- Chemamul Secondary School
- Koiwalelach Girls Secondary School
- Kakibei Secondary School
- Mercy Girls Secondary School
- Kaborok Secondary School
- Kiptere Secondary School
- St Thomas Mindililwet Secondary School
- Milimani Secondary School

## Godsdienst
In Kericho wonen over het algemeen christenen. De meest voorkomende kerk is de Africa Gospel Kerk dat gelieerd is aan de Wereld Gospel Missie. De grootste kerken bevinden zich in het district Emmanuel AGC en in het centrum van Cheptenye, Chepkutung, Keongo, Kipkelion, Londiani, Kabianga en Kaptebeswet. Kericho is ook de zetel van een rooms-katholiek bisdom.

## Trivia
Kericho staat bekend als de plaats op aarde waar het vaakst hagel valt: gemiddeld op 132 dagen per jaar.